# White’s Club

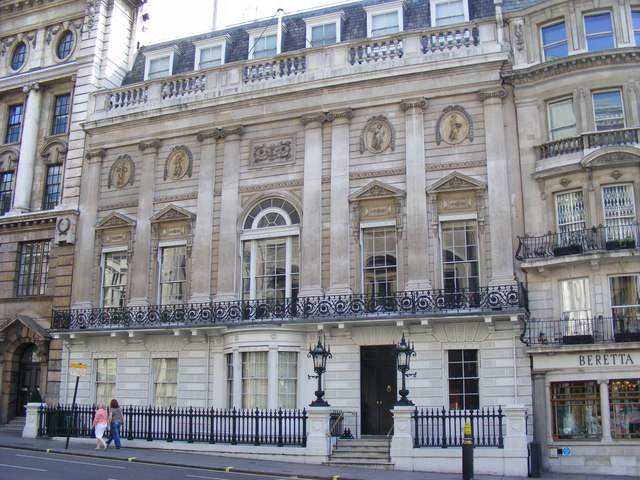
White’s club

Der White’s Club ist der älteste und einer der renommiertesten britischen Clubs. Seine Wurzeln hat er im 1693 gegründeten chocolate house Francis Whites in der Londoner St. James Street. Nachdem dieses 1711 ausgebrannt war, richtete Johann Jacob Heidegger im Lokal eine Ticketverkaufsstelle für seine Bälle und Maskeraden ein, die bald zum Treffpunkt der gehobenen Londoner Gesellschaft wurde. Als Club im eigentlichen Sinne fungiert der White’s indes erst seit 1736. Innerhalb der St. James Street zog er mehrfach um, bis er sich schließlich 1778 in dem Regency-Bau auf Nr. 38 niederließ. 1811 baute Martindale das berühmte Bogenfenster ein, das dem White’s seine unverwechselbare Fassade geben sollte.
Der White’s Club befindet sich genau gegenüber dem Brooks’s Club. So wie dieser als inoffizielles Hauptquartier der Whigs galt, übte White’s spätestens ab 1783 dieselbe Funktion für die Tories aus. Vereinzelt kam es gleichwohl zu Doppelmitgliedschaften in beiden Clubs. Dem White’s gehörte u. a. der berühmte Dandy Beau Brummell an, der regelmäßig vor dem erwähnten Bogenfenster mit seinen Vertrauten Hof zu halten und als arbiter elegantiarum über Haltung und Mode der Vorübergehenden seine gefürchteten Urteile abzugeben pflegte. Heute zählen zu den bekanntesten Mitgliedern der ehemalige konservative Parteichef und Premierminister David Cameron sowie König Charles III., der im White’s auch 1981 seinen Junggesellenabschied feierte.
Berüchtigt war der Club auch für die Wettleidenschaft seiner Mitglieder. Abgeschlossen wurden die Wetten vor allem auf sportliche oder politische Ereignisse, letztere insbesondere während der französischen Revolution und der napoleonischen Kriege, sowie auf die persönliche Zukunft gemeinsamer Bekannter. 
So wie im Betting Book des gegenüberliegenden Brooks's Club (vgl. Girl in the Balloon Bet) findet sich auch in White's Betting Book allerlei Exzentrisches: Lord Alvanley wettete einmal 3.000 £ darauf, dass ein bestimmter Regentropfen eher den Fensterrahmen erreichen würde als ein anderer.